# Städtisches Hochhaus (Munich)

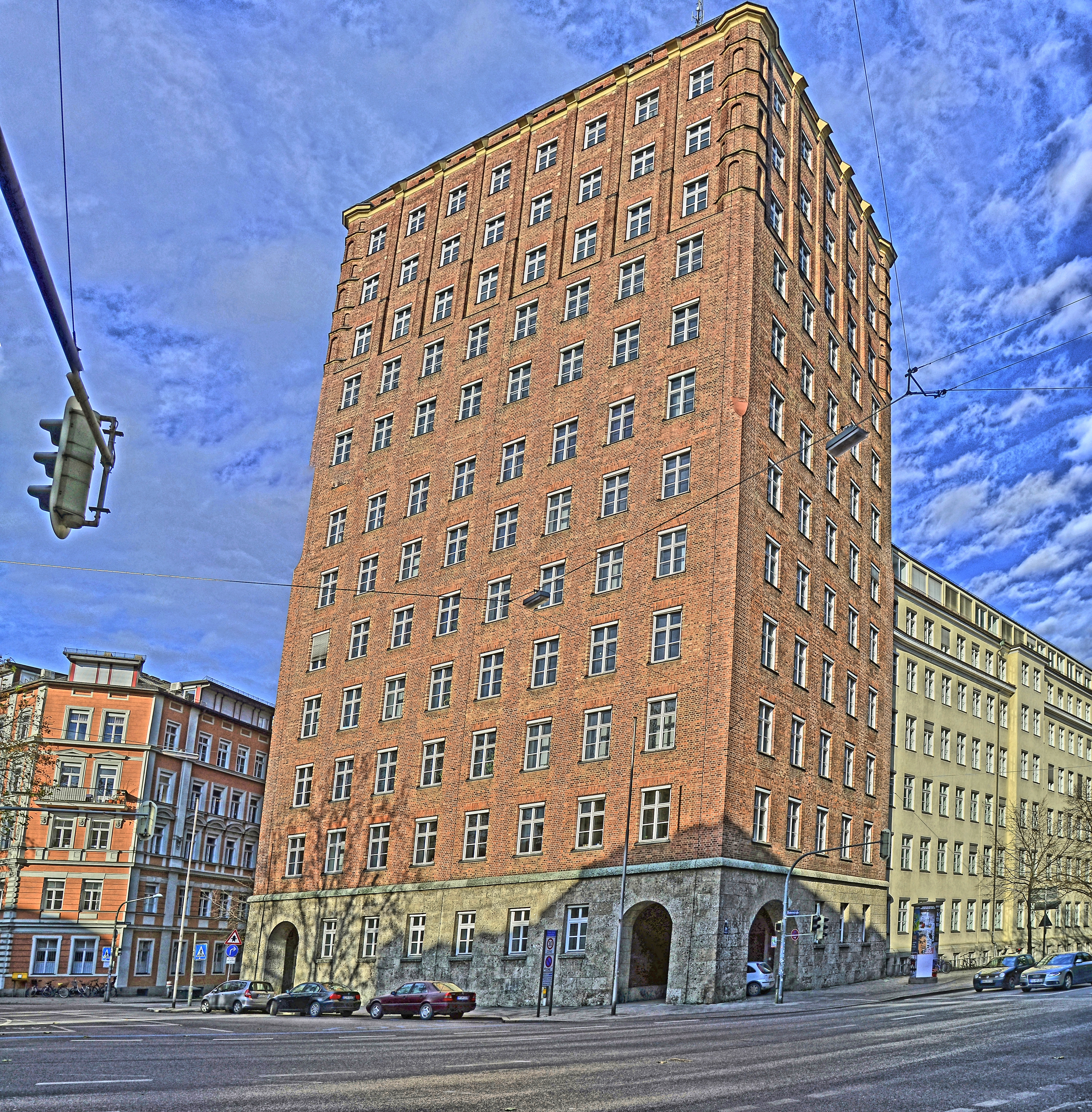
Ancien Hôtel de ville Technique

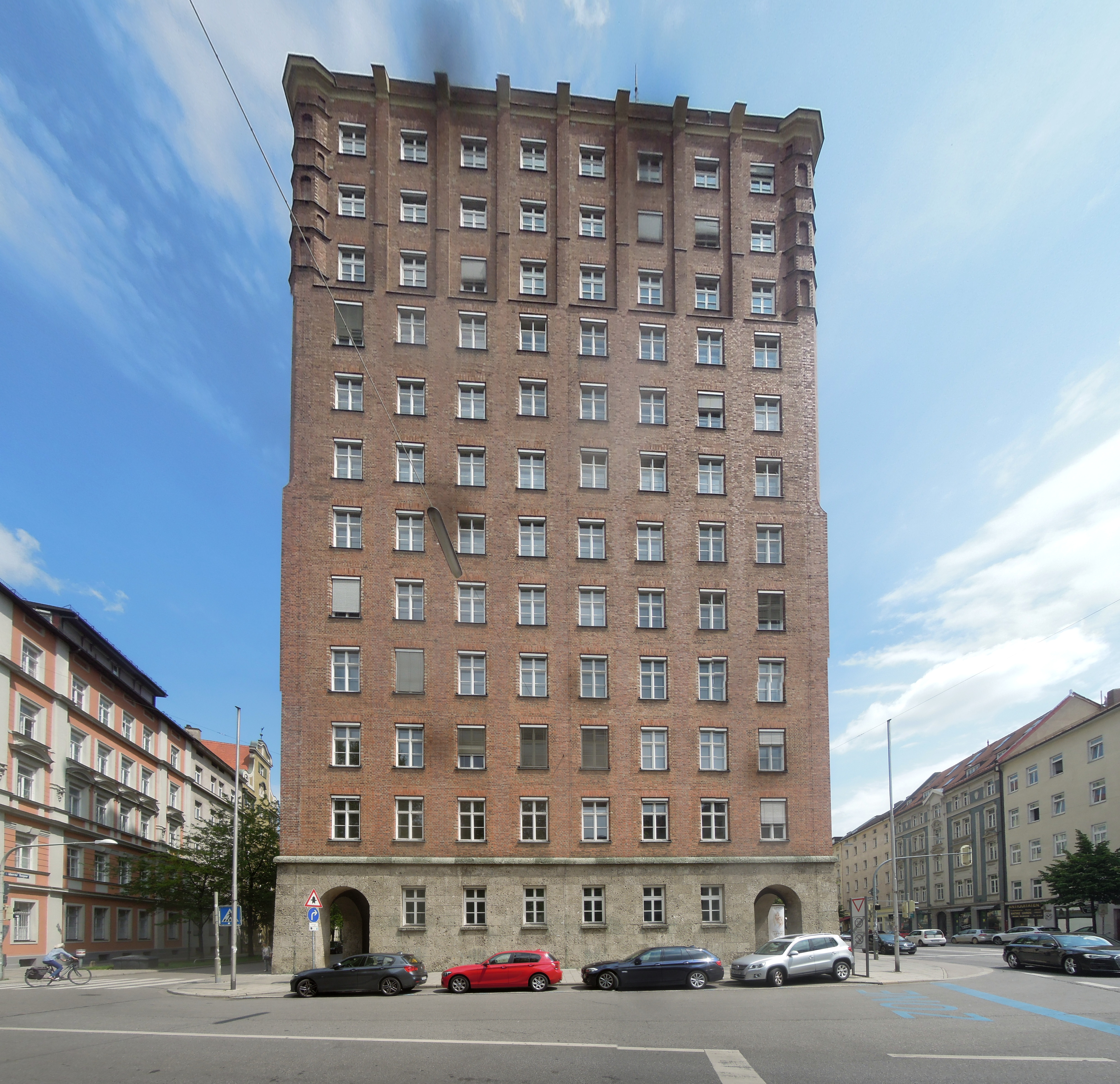
Vue de face

L'ancien Hôtel de ville Technique, plus communément appelé Maison Haute Municipale, est un bâtiment des services municipaux de la ville de Munich qui héberge aujourd'hui le siège du département de l'urbanisme et des règlements de la construction de la ville de Munich. Il s’agit du plus ancien gratte-ciel de Munich, et les plus anciens des Munichois l'appellent encore "le gratte-ciel", bien qu’il n'en soit pas vraiment un, et que beaucoup depuis à Munich sont plus hauts. 

## Emplacement
L'ancien hôtel de ville technique est situé dans la vieille ville historique, au sud de la porte Sendlinger. 

## Histoire
Les services techniques de l'administration municipale de Munich ont pris de l'importance, en particulier après la Première Guerre mondiale. Cela signifiait également une augmentation du nombre de spécialistes et un besoin accru d'espace. Dans le cadre d'un concours pour la construction du terrain urbain entre Blumenstraße et Unterer Anger, attribué en 1919, l'idée était de concentrer tous les départements techniques dans un seul bâtiment. Au cours de cette compétition, une discussion intense sur un immeuble de grande hauteur dans le centre de Munich a commencé. Cette discussion a abouti à la décision du conseil municipal du 1er février 1921 autorisant en principe la construction d'immeubles de grande hauteur, à condition que les conceptions tiennent compte de l'environnement local et que l'immeuble de grande hauteur soit plus bas que les tours de la Cathédrale Notre-Dame (99 m). 
Dans le cadre du concours de 1919, Hermann Leitenstorfer remporta le premier prix pour sa conception de la mairie technique. Leitenstorfer a augmenté la conception de son bâtiment administratif de quatre à douze étages. En 1928, le jury choisit le bâtiment, alors censé créer une " dominante de bienvenue dans le paysage urbain ". 
La première pierre a été posée en 1928, et, dès 1929, le gratte-ciel était achevé. Avec le bâtiment adjacent commencé en 1924, l’ancien hôtel de ville technique constitue un ensemble organisationnel et structurel, mais non architectural. 
Bientôt, cependant, les services techniques de l'administration municipale ont eu besoin d'encore plus de salles, de sorte que davantage de bureaux ont du être construits à l'extérieur de l'ancienne Hochhaus. Ce n’est qu’avec l’ouverture de la mairie technique de Berg am Laim en 2000 que l’ensemble des services techniques se trouve à nouveau dans un unique complexe de bâtiments. Depuis lors, le bâtiment, anciennement connu sous le nom de " gratte-ciel urbain ", a été appelé " Altes Technisches Rathaus " dans le but de sensibiliser le public et de l'utiliser de manière semi-officielle. 

## Architecture
L'édifice mesure 46 mètres de hauteur et compte 12 étages. Sur le plan architectural, l’ancien hôtel de ville technique est divisé en trois unités: le socle, les huit étages principaux et les quatre étages supérieurs, dont l’un est conçu comme un attique. 
Les huit étages principaux sont conçus simplement. Les bandes de fenêtre sans cadre donnent l’impression d’une façade perforée. Les étages supérieurs possèdent des éléments de décoration historisés. En conséquence, la construction entièrement recouverte de briques apparentes correspond à la Frauenkirche . 
La base en pierre de Nagelfluh ressemble à une forteresse avec ses ouvertures et cherche en même temps une connexion avec les extrémités polygonales des étages finaux. Ce qui rappelle Hermann Leitenstorfer du 1869 avorté Angertor, qui possédait la propriété du gratte - ciel a été construit. 
Sur le plan stylistique, l’ancien hôtel de ville technique doit être affecté au nouveau bâtiment et est considéré comme l’exemple le plus important de la manière particulière dont dispose Munich dans le nouveau bâtiment. 

## Ascenseur
L'ancien hôtel de ville technique est toujours équipé d'un ascenseur de type paternoster. Cet ascenseur est très populaire. Par conséquent, l'"Association pour le sauvetage des derniers ascenseurs à circulation de passagers" basée à Munich pourrait aboutir à une modification du règlement relatif aux ascenseurs, qui prévoyait à l'origine le déclassement des ascenseurs de type paternoster jusqu'en 2004.
En raison d'une révision de l'ordonnance sur la sécurité et la santé au travail par le gouvernement fédéral le 1er juin 2015, le paternoster a été mis hors service le 29 mai 2015. En raison de fortes protestations, cette partie du règlement a de nouveau été retirée le 24 juin 2015. Peu après, le paternoster a été rouvert, mais il a ensuite été hors service pendant près d'un an en raison d'un défaut technique ; sa remise en service était prévue pour 2020.

## Liens Web
- muenchen.de: Ancien hôtel de ville technique
- Steffen Krämer: Mairie technique de Munich dans: Dictionnaire historique de la Bavière, édition en ligne